# Cameron Wright (cyclisme)
Cameron Wright, né le 25 mars 2000, est un coureur cycliste australien. Il participe à des compétitions en VTT, sur route et en cyclo-cross.

## Biographie
Cameron Wright est né en Afrique du Sud. Il déménage par la suite en Australie. Spécialisé dans le VTT, il se distingue lors de la saison 2017 en devenant champion du monde junior de cross-country,. Son palmarès comprend également divers titres de champion d'Australie et de champion d'Océanie. Il a par ailleurs terminé deuxième du championnat d'Australie de cyclo-cross en 2022.

## Palmarès en VTT

### Championnats du monde
- Cairns 2017
  -  Champion du monde de cross-country juniors

### Championnats d'Océanie
- Toowoomba 2017
  -  Médaillé de bronze du cross-country juniors
- Dunedin 2018
  -  Champion d'Océanie du cross-country juniors
- Bright 2019
  -  Médaillé d'argent du cross-country espoirs
- Brisbane 2022
  -  Champion d'Océanie du cross-country espoirs

### Championnats nationaux
- 2018
  -  Champion d'Australie de cross-country juniors
- 2019
  - 2e du championnat d'Australie de cross-country espoirs
- 2020
  -  Champion d'Australie de cross-country espoirs
- 2021
  - 3e du championnat d'Australie de cross-country short track
- 2022
  -  Champion d'Australie de cross-country espoirs

## Palmarès en cyclo-cross
- 2022-2023
  - 2e du championnat d'Australie de cyclo-cross

## Palmarès sur route
- 2024
  - 3e des Sizzling Summer Series